# Links (navigateur web)
Pour les articles homonymes, voir Link.
Links est un navigateur Web en mode texte tout comme Lynx mais qui gère les tableaux. Il fonctionne sous Unix, GNU/Linux, Minix, OS/2, BeOS, MacOSX et MorphOS.
C'est un logiciel libre diffusé selon les termes de la licence GNU GPL.
Le développement de Links fut initié par le développeur Tchèque Mikuláš Patočka en 1999.
Links fournit :
- Une alternative légère et stable aux navigateurs ayant une interface graphique.
- Un terminal en couleur, soit via une console en mode texte, soit via une interface graphique[2].
- Une mise en couleur et un rendu des pages rapides.
- Des favoris et raccourcis clavier, un support multilingue et plusieurs encodages de caractères.
- La possibilité de lancer des téléchargements en arrière-plan, avec des connexions simultanées multiples.
- Une prise en charge du FTP et des protocoles de fichiers locaux, HTTP et FTP proxies. Le FTP n’est pas supporté en mode passif.
- Une prise en charge du SSL depuis la version 0.94.